# Y2K (estetika)

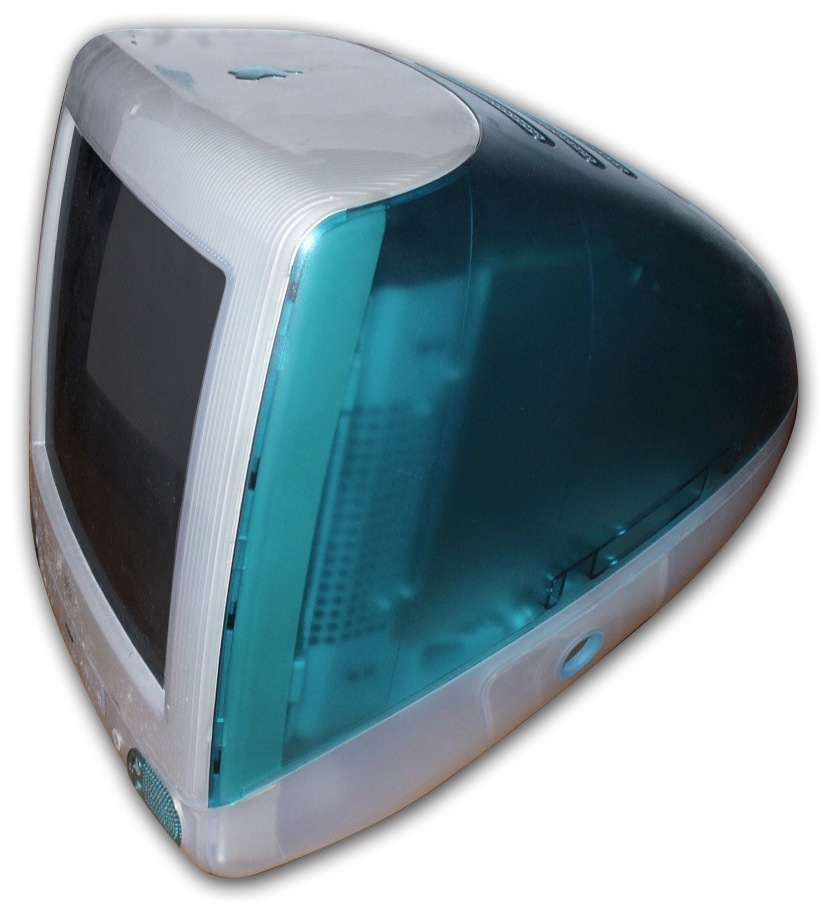
Apple iMac G3, příklad blobjektů z éry Y2K

Y2K je internetová estetika založená na produktech, stylech a módě z konce 90. let a počátku 21. století. Termín Y2K pochází ze zkratky, kterou vytvořil programátor David Eddy pro rok 2000 a jeho potenciální počítačové chyby. Estetika Y2K může zahrnovat syntetické nebo kovové materiály, nafukovací nábytek, počítačová rozhraní pocházející z éry internetové horečky a části estetiky McBling.
Původně se Y2K jako internetová estetika retrospektivně vztahovala k retrofuturistickému uměleckému hnutí, které se vyznačovalo kovovými materiály, blobjekty a reflexním oblečením. Po roce 2020 získal termín „Y2K“ větší pozornost a od té doby začal označovat obecně módu počátku 21. století. Starší definice Y2K je někdy nazývaná jako Cybercore, aby se odlišila od novější.

## Původ
Y2K pravděpodobně pochází z „nowstalgie“, fenoménu, kdy se kultura mění tak rychle, že novějším generacím chybí věci z nedávné minulosti. Rychlá změna v roce 2000 přišla z útoků z 11. září, války s terorismem a rychlého pokroku v technologii (např. iPod a iPhone).